# Munição guiada de precisão

Uma bomba guiada GBU-58 disparada pela força aérea afegã contra um complexo do Talibã na Província de Farah, no Afeganistão.

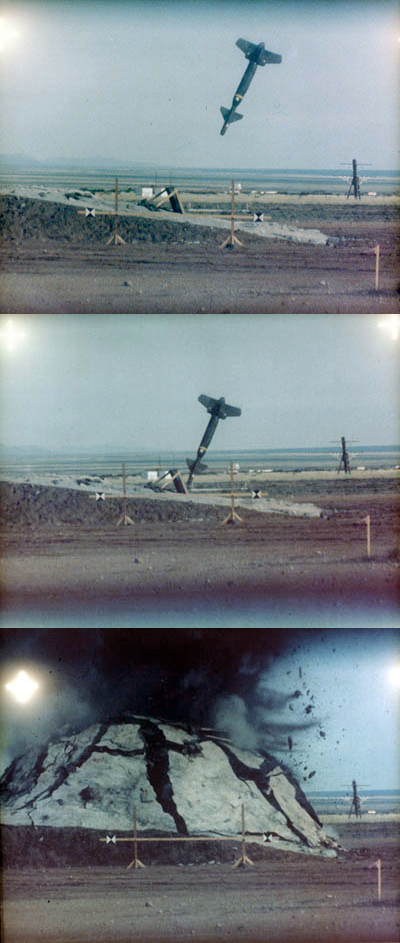
Uma bomba guiada a lazer GBU-24 (ogiva variante BLU-109) acertando um alvo num exercício de treinamento.

Uma munição guiada de precisão (em inglês Precision-guided munition; ou PGM, arma inteligente, munição inteligente, bomba inteligente) é uma munição guiada destinada a atingir com precisão um alvo específico, para minimizar danos colaterais e aumentar a letalidade contra os alvos pretendidos. Durante a Primeira Guerra do Golfo, as munições guiadas representaram apenas 9% das armas disparadas, mas contabilizavam 75% de todos os acertos bem-sucedidos. Apesar das armas guiadas geralmente serem usadas em alvos mais difíceis, elas ainda tinham trinta e cinco vezes mais chances de destruir seus alvos por arma lançada.
Como os efeitos de dano das armas explosivas diminuem com a distância devido a uma lei do cubo inverso, até mesmo melhorias modestas na precisão (daí a redução na distância do erro) permitem que um alvo seja atacado com menos bombas ou bombas menores. Assim, mesmo que algumas bombas guiadas errem, menos tripulações aéreas são colocadas em risco e os danos aos civis e a quantidade de danos colaterais podem ser reduzidos.
O advento de munições guiadas com precisão resultou na renomeação de bombas mais antigas e de baixa tecnologia como "bombas não guiadas", "bombas burras" ou "bombas de ferro".